# اندیس آنومالی چتاق G
آنومالی چتاق G یک اندیس چندفلزی است که در حوالی شهر تکاب استان کردستان قرار دارد و مادهٔ معدنی موجود در آن، طلا است.  